# Миле Ласић
Миле Ласић (Узарићи, 25. фебруара 1954) хрватски босанскохерцеговачки политиколог и дипломата.

## Биографија
Ласић се школовао у Широком Бријегу, Мостару и Сарајеву те у Немачкој. Пре рата радио је у Сарајеву и Београду. Почетак рата у БиХ дочекао је као југославенски, а потом као босанскохерцеговачки дипломат у Немачкој. Ускоро је напустио дипломатску службу и почео да се бави издаваштвом, писањем колумни и превођењем. Изабран је за професора Филозофског факултета Универзитета у Мостару 2009. На Факултету предаје скупину колегија у вези међународних односа, европских интеграција, културе у политици и политичких теорија.